# 765
Évszázadok: 7. század – 8. század – 9. század
Évtizedek: 710-es évek – 720-as évek – 730-as évek – 740-es évek – 750-es évek – 760-as évek – 770-es évek – 780-as évek – 790-es évek – 800-as évek – 810-es évek
Évek: 760 – 761 – 762 – 763 –  764 – 765 – 766 – 767 – 768 – 769 – 770

## Események

### Európa
- A northumbriai főnemesség lemondatja és kolostorba zárja Æthelwald királyt. Utódja Alhred.
- A bolgár klánvezérek meggyilkolják a bizánciak ellen csatát vesztő Telec kánt és helyére Szabint (a korábbi kán, Kormiszos vejét) választják meg.
- Kis Pippin a frank királyok közül elsőként küld követséget a kalifához; a követek Bagdadban ajándékokat adnak át al-Manszúrnak.
- Először említik Aachent.
- Először használják a karoling minuszkula írásformát.

### Észak-Afrika
- Algériában a berber Banu Ifram törzs vezetője, Abu Kurra megalapítja az Abbászidáktól független Tlemszeni Emirátust.

### Kelet-Ázsia
- Meghal Kjongdok, a koreai Silla királya. Utóda 8 éves fia, Hjegong.
- Japánban meghal az előző évben megdöntött és száműzött császár, Dzsunnin.

## Születések
- Fastrada, Nagy Károly felesége

## Halálozások
- Ceolwulf, northumbriai király
- Dzsafar al-Szádik, síita imám
- Dzsunnin, japán császár
- Kjongdok, sillai király

## Fordítás
- Ez a szócikk részben vagy egészben  a(z)   765 című angol Wikipédia-szócikk ezen változatának fordításán alapul.  Az eredeti cikk szerkesztőit annak laptörténete sorolja fel. Ez a jelzés csupán a megfogalmazás eredetét és a szerzői jogokat jelzi, nem szolgál a cikkben szereplő információk forrásmegjelöléseként.